# Nassau-Siegen
Nassau-Siegen is een tak van het huis Nassau die twee keer afzonderlijk voorkwam en heerste over een deel van het graafschap Nassau. De stad Siegen werd in 1224 vermeld als een nieuwe of heropgebouwde stad (Lat.: oppidi Sige de novo constructi) in een oorkonde waarin de keurvorst van Keulen, aartsbisschop Engelbert I, het halve mede-eigendom ervan overdroeg aan graaf Hendrik II van Nassau.
Het Vorstendom Nassau-Siegen, ruwweg tachtig kilometer oostelijk van Keulen, omvatte vooral de huidige plaatsen Freudenberg, Hilchenbach, Kreuztal, Siegen en Wilnsdorf.
De eerste tak Nassau-Siegen ontstond in 1303, toen de zonen van Otto I van Nassau (die Nassau sinds Otto's dood in 1289 gezamenlijk hadden bestuurd) het gebied opdeelden in drie delen: Nassau-Siegen, Nassau-Hadamar en Nassau-Dillenburg. In 1328 erfde Nassau-Siegen de gebieden van de tak Nassau-Dillenburg en noemde zich voortaan daarnaar. In 1341 splitste de linie Nassau-Beilstein zich hiervan af.

## Het graafschap Siegen zelfstandig van 1606 tot 1743
De tweede tak Nassau-Siegen ontstond na het overlijden van Jan van Nassau (1535-1606), broer van Willem van Oranje. Het graafschap Nassau-Dillenburg wordt dan verdeeld onder zijn vijf zonen, waarbij Jan (VII) (1561-1623) het graafschap Siegen erft. Zo ontstaat er weer een huis Nassau-Siegen. Het graafschap behoorde tot de Nederrijns-Westfaalse Kreits.
In 1608 gaat de tweede zoon van graaf Jan VII, Jan in het geheim van het calvinisme over tot het katholicisme. In 1613 wordt dat officieel. Aanvankelijk leek dat nog niet rampzalig, want zijn oudere broer Johan Ernst van Nassau-Siegen zou zijn vader in het graafschap opvolgen. Toen deze echter in 1617 in Udine overleed, ontstonden er grote problemen, waaraan pas in 1650 een eind zou komen. Graaf Jan VII vreesde voor het voortbestaan van de protestantse godsdienst in zijn graafschap en veranderde zijn testament in 1621. Tegen het bestaande huisverdrag in verdeelde hij het graafschap in drie delen.
- graaf Jan VIII krijgt
  - slot en huis Siegen met de daar gelegen grafelijke bezittingen
  - ambt Netphen met uitzonderling van enkele plaatsen
  - het voormalige ambt en gerecht Siegen vorm Hain met de parochies Rödgen, Wilnsdorf en Siegen zonder het ambt van de vier dorpen.
- graaf Willem krijgt
  - huis en hof Ginsberg
  - de ambten Hilchenbach en Ferndorf-Krombach
  - de plaatsen Kredenbach, Bottenbach, Buschhütten van het oude ambt Netphen en de plaatsen Ruckersfeld en Oechelhausen.|
- alle zonen uit het tweede huwelijk van Jan VII krijgen
  - als residentie het voormalige Franciscaner klooster in Siegen
  - het ambt Freudenberg
  - van het Haingerecht de op de rechter oever van de Sieg gelegen plaatsen Niederschelden, Trupbach, Seelbach, Klafeld en verschillende hoogovens en smidsen
  - het ambt van de vier dorpen

Er waren toen nog zes minderjarige zonen uit het tweede huwelijk van Jan VII in leven, waarvan de oudste de beroemd geworden Johan Maurits van Nassau-Siegen was.
Jan VIII vocht het testament nog tijdens het leven van zijn vader aan en maakte aanspraak op het hele graafschap, zoals het ook in eerdere testamenten had gestaan. Omdat inmiddels de Dertigjarige Oorlog was uitgebroken, verkreeg hij de steun van de keizer met het doel de katholieke partij te versterken. Na de dood van Jan VII in 1623, sloot Jan VIII in 1624 verdragen met zijn broer Willem en zijn stiefmoeder, die de belangen van haar zes minderjarige zonen behartigde. Het verdrag regelde vooral de schulden van het graafschap, maar Jan VIII nam bezit van het hele graafschap. In 1624 herriep Jan VIII zijn belofte om het land protestants te laten en begon met hulp van de Jezuïeten het land te rekatholiseren. Nadat Jan VIII in 1632 door Zweedse troepen was verjaagd, nam Johan Maurits het bestuur van het graafschap over. De Zweden werden al in 1634 door keizerlijke troepen verjaagd en Jan VIII nam het graafschap Siegen met uitzondering van het ambt Hilchenbach weer in bezit.
Na de dood van Jan VIII in 1638 komt zijn minderjarige zoon Johan Frans Desideratus van Nassau-Siegen onder voogdij van zijn moeder aan het bewind. De strijd is nog niet ten einde, in 1644 bezet Johan Maurits de stad Siegen en neemt zijn erfdeel in handen, hij maakt echter geen aanspraak op het erfdeel van de katholieke graaf.
Bij de Vrede van Westfalen in 1648 wordt in art. IV, par. 29 vastgelegd dat er een eind komt aan de strijd in Nassau-Siegen en dat Johan Maurits en zijn broers alleen hun eigen aandeel ongestoord zullen bezitten. De onderhandelingen tussen de graven leidden in 1649 tot een overeenkomst, waarbij de verdeling in het testament van 1621 in grote lijnen weer van kracht wordt.
Omdat Willem van Nassau-Siegen in 1642 zonder opvolgers is overleden komt zijn aandeel aan graaf Johan Maurits en het derde deel van het graafschap komt aan zijn jongere broers George Frederik van Nassau-Siegen en Hendrik van Nassau-Siegen. De overige broers zijn inmiddels zonder opvolgers overleden.
Op 25-11-1652 werden de graven Johan Frans Desideratus van de katholieke linie en Johan Maurits van de protestantse linie door de keizer tot rijksvorst verheven, waarna ze in 1654 met een zetel en een stem tot de Rijksdag werden toegelaten. Op 6 mei 1664 werden de overige graven uit de protestante tak tot rijksvorst verheven, te weten George Frederik en de twee minderjarige zonen van de inmiddels overleden graaf Hendrik: Willem Maurits en Frederik Hendrik.
Na de dood van George Frederik in 1674 worden alle landen van de protestantse tak verenigd onder Johan Maurits.
Er is dan een tweedeling ontstaan:
- Het slot met het gebied ten zuiden van de Sieg behoort aan de katholieke tak, de nakomelingen van Jan (Johansland). Het slot krijgt in 1695 de naam Bovenslot Siegen.
- Het klooster met het gebied ten noorden van de Sieg behoort aan de protestante tak. Deze tak bouwt in 1695 het Nederslot Siegen.
- de stad Siegen bleef gemeenschappelijk bezit

De laatste vorst van Nassau-Siegen was Willem Hyacinth uit de katholieke tak. Wegens zijn wanbestuur werd hij in 1707 door de keizer afgezet en werd het vorstendom overgedragen aan de protestantse tak. Toen in 1717 de tak Nassau-Hadamar uitstierf, werd het vorstendom verdeeld over de drie overgebleven takken en werd Nassau-Siegen vergroot met 1/3 deel van Hadamar. Na het overlijden van de laatste protestantse vorst van Nassau-Siegen in 1734 werd het vorstendom overgedragen aan Nassau-Dietz en niet aan Nassau-Dillenburg omdat daar het vorstenhuis op punt van uitsterven stond. (1739).

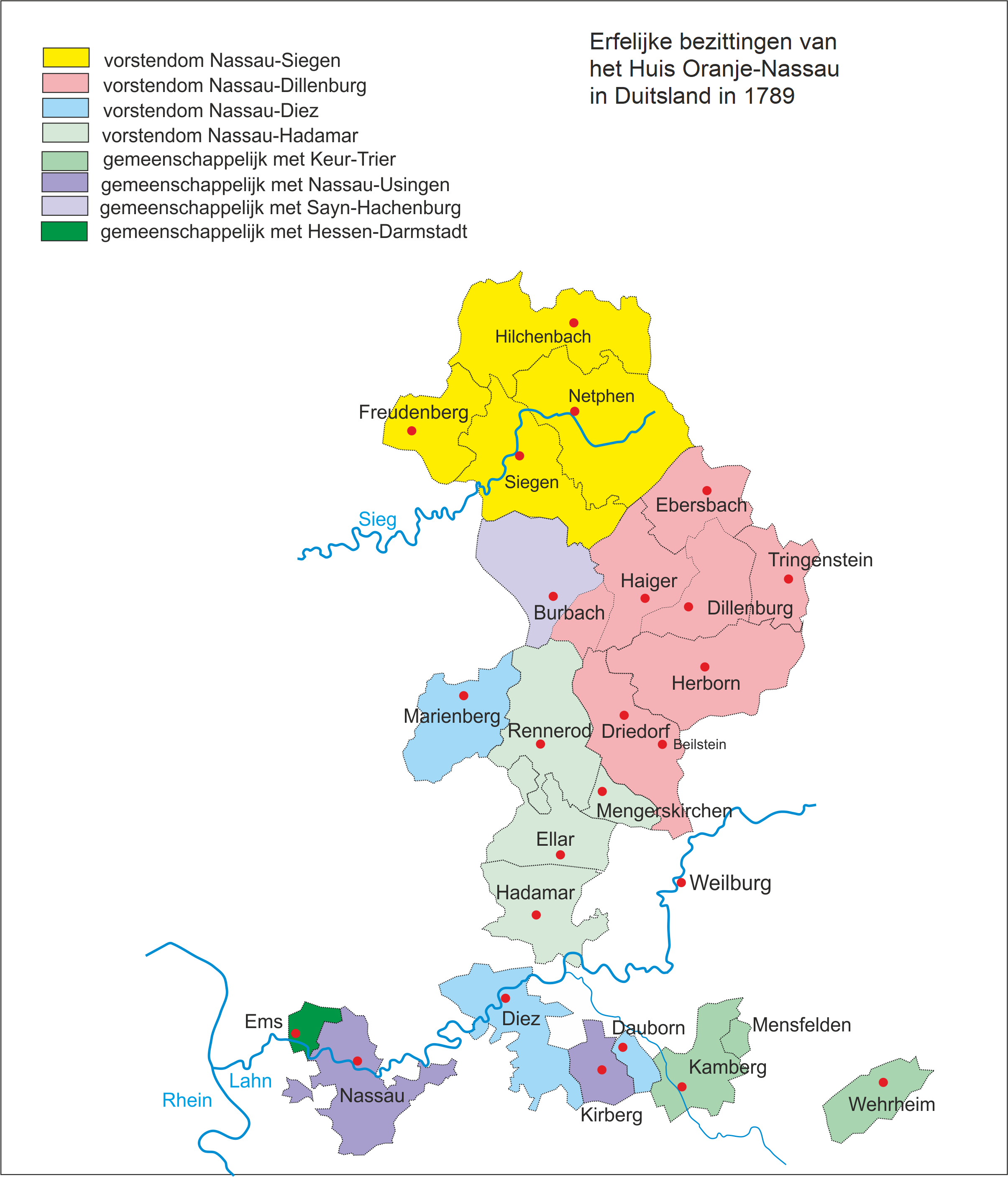
kaart van Nassau-Oranien met de vorstendommen en ambten in 1789

## Het graafschap Siegen na 1743
In 1743 sterft Nassau-Siegen uit met Willem Hyacinthus, waarna het graafschap aan het Vorstendom Nassau-Oranje valt. Daar wordt het bestuurd als een ambt binnen het herenigde vorstendom.
De Rijnbondakte van 12 juli 1806 stelt het graafschap Siegen onder de soevereiniteit van het groothertogdom Berg: de mediatisering. In 1808 verliest de prins van Oranje ook de laatste rechten wegens zijn verzet tegen Napoleon.
Na de nederlagen van Napoleon kan de prins van Oranje het land in 1813 weer in bezit nemen. In het verdrag van 31 mei 1815 staat hij echter al zijn Duitse bezittingen af aan het koninkrijk Pruisen.

## Gebied van het graafschap
Het vorstendom Siegen bestond uit de ambten Siegen, Netphen, Hilchenbach en Freudenberg.
Tijdens de deling bestond het protestantse deel uit een deel van het ambt Siegen en de ambten Hilchenbach en Freudenberg.
Het katholieke deel bestond uit de ambten Netphen en een deel van het ambt Siegen. Het katholieke deel van het ambt Siegen stond bekend als het ambt voor de Hayn.
Het grensde in het noorden aan het hertogdom Westfalen, in het westen aan de Wildenburg en het Sayn-Altenkirchen, in het zuiden aan het vorstendom Nassau-Dillenburg en in het oosten aan het graafschap Wittgenstein-Wittgenstein.

## Regenten
Ongedeeld:
| regering  | naam    | geboren  | overleden | familie |
| --------- | ------- | -------- | --------- | ------- |
| 1606-1623 | Jan VII | 7-6-1561 | 7-9-1623  |         |

Katholieke tak:
| regering  | naam                    | geboren   | overleden  | familie          |
| --------- | ----------------------- | --------- | ---------- | ---------------- |
| 1623-1638 | Jan VIII                | 29-9-1583 | 27-7-1638  | zoon van Jan VII |
| 1638-1699 | Johan Frans Desideratus | 28-7-1627 | 17-12-1699 | zoon             |
| 1699-1707 | Willem Hyacinth         | 3-4-1667  | 18-2-1743  | zoon             |

Protestantse tak
| regering  | naam                  | geboren    | overleden  | familie                                  |
| --------- | --------------------- | ---------- | ---------- | ---------------------------------------- |
| 1623-1679 | Johan Maurits         | 18-6-1604  | 10-12-1679 | zoon van Jan VII                         |
| 1679-1691 | Willem Maurits        | 18-1-1649  | 23-1-1691  | zoon van broer Hendrik van Nassau-Siegen |
| 1691-1722 | Frederik Willem Adolf | 20-2-1680  | 13-2-1722  | zoon                                     |
| 1722-1734 | Frederik Willem II    | 11-11-1706 | 2-3-1734   | zoon                                     |